# Monika Sobieszek
Monika Sobieszek (ur. 7 lipca 1995 r. w Bostonie) – polska wioślarka.
Przygodę z wioślarstwem zaczęła ok. roku 2011. W szkole średniej zapisała się do klubu Community Rowing w Bostonie. Studiowała ekonomię w Uniwersytecie Browna w Providence. Od początku studiów należała do uniwersyteckiej drużyny wioślarskiej.
Od 2014 roku reprezentowała KW Wisła Grudziądz, a od 2016 roku była zawodniczką AZS-AWF Kraków.

## Wyniki
| Rok  | Zawody                 | Miejsce    | Konkurencja          | Czas             | Pozycja     |
| ---- | ---------------------- | ---------- | -------------------- | ---------------- | ----------- |
| 2014 | Mistrzostwa świata U23 | Varese     | Ósemka               | Finał A: 6:24,74 | 6. miejsce  |
| 2016 | Mistrzostwa świata U23 | Rotterdam  | Czwórka bez sternika | Finał B: 7:00,34 | 9. miejsce  |
| 2018 | Mistrzostwa Europy     | Glasgow    | Dwójka bez sternika  | Finał B: 7:31,04 | 7. miejsce  |
| 2018 | Mistrzostwa świata     | Płowdiw    | Dwójka bez sternika  | Finał C: 7:20,04 | 13. miejsce |
| 2019 | Mistrzostwa Europy     | Lucerna    | Dwójka bez sternika  | Finał B: 7:24,48 | 10. miejsce |
| 2019 | Mistrzostwa świata     | Ottensheim | Dwójka bez sternika  | Finał C: 7:15,23 | 14. miejsce |